# Tempura (film)
Ne doit pas être confondu avec Tempura ou Tempura (magazine).
Pour plus de détails, voir Fiche technique et Distribution.
Tempura (私をくいとめて, Watashi o kuitomete) est un film japonais réalisé par Akiko Ōku (en), sorti en 2020.

## Fiche technique
- Titre : Tempura
- Titre original : 私をくいとめて (Watashi o kuitomete?)
- Réalisation : Akiko Ōku (en)
- Scénario : Akiko Ōku, d'après le roman homonyme de Risa Wataya
- Photographie : Natsuyo Nakamura (ja)
- Musique : Masaki Takano
- Décors : Fumiko Sakuhara
- Montage : Hiroyuki Yoneda
- Pays de production :  Japon
- Langue originale : japonais
- Format : couleur — 1,85:1
- Genre : comédie romantique
- Durée : 133 minutes[1]
- Dates de sortie : 
  - Japon : 18 décembre 2020[1]
  - France : 20 juillet 2022[2]

## Distribution
- Rena Nōnen (créditée sous le nom de Non) : Mitsuko / A
- Kento Hayashi : Tada
- Ai Hashimoto : Satsuki
- Asami Usuda (ja) : Nozomi
- Takuya Wakabayashi (ja) : Carter
- Hairi Katagiri (ja) : Mme Sawada

## Prix et distinctions
- Prix du public au Festival international du film de Tokyo (source : francetvinfo.fr ci-dessous)